# Емельянов, Сергей Аркадьевич
Сергей Аркадьевич Емельянов (24 июня 1981, Ижевск) — российский футболист, выступавший на позиции центрального полузащитника. Известен по выступлениям в первом и втором дивизионах первенства России.

## Биография
Воспитанник ижевского футбола, тренеры — С. А. Самсонов, С. Ю. Дементьев, Станислав Коротаев, Николай Вьютнов. Становился призёром чемпионата России среди юношей. На профессиональном уровне дебютировал в 18-летнем возрасте в составе ижевского «Динамо», выступавшего во втором дивизионе.
Летом 2000 года перешёл в челнинский «КАМАЗ», в его составе выступал следующие шесть с половиной сезонов и сыграл во всех турнирах более 200 матчей. В 2003 году вместе с командой стал победителем зонального турнира второго дивизиона. После ухода из «КАМАЗа» выступал в первом дивизионе за «Носту», «Краснодар» и липецкий «Металлург». В 2010 году вернулся в родной Ижевск и провёл один сезон в составе клуба «СОЮЗ-Газпром». На следующий год перешёл в новокузнецкий «Металлург» и в его составе стал победителем зонального турнира второго дивизиона. Завершил спортивную карьеру в родном городе в составе клуба «Зенит-Ижевск» в возрасте 33 лет.
Всего за свою профессиональную карьеру сыграл 382 матча в первенствах страны, в том числе 182 матча в первом дивизионе и 200 — во втором. В Кубке России сыграл 23 матча, в том числе в 2003 году выходил на поле в матче 1/16 финала против петербургского «Зенита».
С 2015 года входил в тренерский штаб дублирующего состава клуба «Зенит-Ижевск», в 2016 году стал главным тренером дубля. С лета 2018 года — главный тренер «Зенита-Ижевска». В сентябре 2020 года находился на больничном, а исполняющим обязанности главного тренера был Константин Кайгородов. 25 сентября, на следующий день после гостевого поражения от барнаульского «Динамо» (1:4), директор ФК «Зенит-Ижевск» Дмитрий Кайгородов опубликовал обращение к болельщикам, в котором извинился за игру команды, а 28 сентября контракт с Сергеем Емельяновым был расторгнут по обоюдному согласию сторон.
В начале июля 2021 года вошёл в тренерский штаб пермской «Звезды». В июле 2022 года вошёл в тренерский штаб омского «Иртыша». 6 апреля 2024 года покинул «Иртыш» в составе тренерского штаба Валерия Петракова.

## Личная жизнь
Женат, двое детей.

## Достижения
- Победитель второго дивизиона России: 2003 (зона «Урал-Поволжье»), 2011/12 (зона «Восток»)